# Гарсиа Лавиана, Гаспар
Гаспар Гарсиа Лавиана (исп. Gaspar García Laviana; 1941 — 11 декабря 1978) — испанский римско-католический священник, революционер-интернационалист, член СФНО.
Действовал в рядах Южного фронта им. Бенхамина Селедона. Участвовал в операции по взятию городов Ривас и Гранада. По отзывам товарищей из его партизанской колонны он «первым вступал в бой с противником и последним уходил с поля боя».

## Память
- В Никарагуа в честь него названы больницы, школы и библиотеки.
- Одна из улиц в городе Хихон названа в его честь.